# Amphimallon vitalei
Amphimallon vitalei (Luigioni, 1932) è un coleottero appartenente alla famiglia degli scarabaeidae (sottofamiglia melolonthinae).

## Descrizione

### Adulto
A. vitalei è un insetto di dimensioni medie, che possono oscillare tra i 13 e i 17 mm. Sono di color marrone scuro, con le zampe marroncino chiaro, e presentano delle lievi striature verticali sulle elitre. Tra il pronoto e le stesse eltitre, presenta una lievissima pubescenza. Le antenne dei maschi presentano l'ultimo segmento sdoppiato.

### Larva
Le larve si presentano come dei vermi bianchi a forma di "C", con testa e zampe sclerificate.

## Biologia
A. vitalei compare a fine primavera, ed è visibile anche a inizio estate. È di abitudini crepuscolari e può talvolta essere attratto dalle luci artificiali.

## Distribuzione
A. vitalei è un endemismo italiano, presente in Sicilia e Calabria, anche se la presenza in quest'ultima è ancora oggetto di discussione.